# Бивер (приток Огайо)

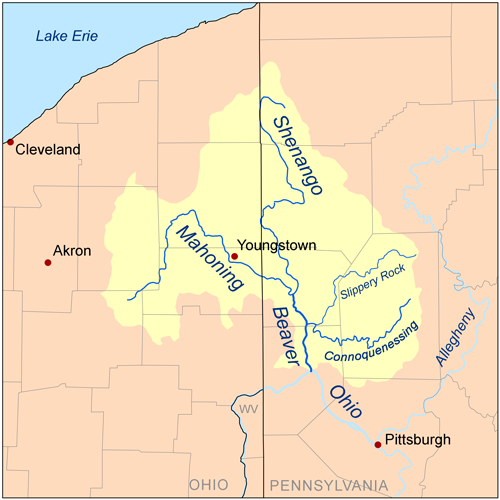
Карта бассейна реки Бивер

Бивер (англ. Beaver River) — река на западе штата Пенсильвания, США. Правый приток реки Огайо. Составляет около 34 км в длину. Берёт начало в округе Лоренс, в результате слияния рек Махонинг и Шенанго, примерно в 5 км к юго-западу от города Ньюкасл. Течёт преимущественно в южном направлении, протекая через такие населённые пункты как Уэст-Питтсбург и Хоумвуд. Принимает крупный приток Конокенесинг к западу от города Эллвуд. Впадает в реку Огайо между городами Бивер и Рочестер, примерно в 32 км к северо-западу от Питтсбурга. В нижнем течении река прорезает породы, сложенные песчаником, образуя ущелье.